# Roland Brückner
Roland Brückner (Köthen, 14 december 1955) is een Oost-Duits turner. 
Brückner won tijdens de Olympische Zomerspelen 1976 de bronzen medaille in de landenwedstrijd. 
Brückner won tijdens de wereldkampioenschappen 1979 de gouden medaille op de vloer. Een jaar later tijdens de 1984 won Brückner de gouden medaille op vloer, de zilveren medaille in de landenwedstrijd en de bronzen medaille op sprong en aan de brug.
Aan de Olympische Zomerspelen 1984 in het Amerikaanse Los Angeles kon Brückner niet deelnemen vanwege de boycot van het Oostblok.

## Resultaten

### Olympische Zomerspelen
| Jaar | Plaats   | Resultaten                                                                                                   |
| ---- | -------- | --- |
| 1976 | Montreal | in de landenwedstrijd 4e op vloer                                                                            |
| 1980 | Moskou   | op vloer in de landenwedstrijd aan de sprong aan brug 4e aan de ringen 4e op paard voltige 5e in de meerkamp |

### Wereldkampioenschappen turnen
| Jaar | Plaats      | Resultaten            |
| ---- | ----------- | --------------------- |
| 1978 | Straatsburg | in de landenwedstrijd |
| 1979 | Fort Worth  | op vloer              |

1932: István Pelle ·
1936: Georges Miez ·
1948: Ferenc Pataki ·
1952: William Thoresson ·
1956: Valentin Moeratov ·
1960: Nobuyuki Aihara ·
1964: Franco Menichelli ·
1968: Sawao Kato ·
1972: Nikolaj Andrianov ·
1976: Nikolaj Andrianov ·
1980: Roland Brückner ·
1984: Li Ning ·
1988: Sergei Charkow ·
1992: Li Xiaoshuang ·
1996: Ioannis Melissanidis ·
2000: Igors Vihrovs ·
2004: Kyle Shewfelt ·
2008: Zou Kai · 
2012: Zou Kai · 
2016: Max Whitlock · 
2020: Artem Dolgopyat · 
2024: Carlos Yulo